# Omid Pouryousefi
Omid Pouryousefi (* 17. Mai 1972 in Kerman, Iran) ist ein iranisch-deutscher Musiker, Unternehmer, Politiker und Autor, der heute in Bochum lebt und in Wattenscheid arbeitet.
Der gebürtige Iraner Omid Pouryousefi emigrierte als 13-Jähriger im Jahr 1986 im Zuge der Wirren des Iran-Irak-Krieges mit seinen zwei Brüdern, jedoch ohne seine Eltern, nach Deutschland.
In Bochum besuchte er zunächst eine Hauptschule, wechselte dann auf ein Gymnasium und absolvierte dort erfolgreich sein Abitur. Er lernte Klavierspielen und Gesang, gründete mit seinem jüngeren Bruder eine Band und trat auf Hochzeiten und in Restaurants auf. Nach dem Abitur studierte er an der SAE Köln (School of Audio Engineering) Tontechnik.

## Musiker
Mit der Idee eines neuartigen Konzepts für eine Musikschule, machte sich Pouryousefi im Jahr 2000 selbstständig und startete eine erfolgreiche Kooperation mit der Musikschule Bochum, die bis 2007 andauerte. Musik am Computer, Hip-Hop und DJing waren die neuen Fächer, welche die Musikschule Bochum durch Pouryousefis Konzept als eine der ersten Schulen bundesweit im Angebot hatte.
Auch als DJ und Musikproduzent machte er sich einen Namen und tourte im In- und Ausland (u. a. durch Russland, Dubai und Katar).
Im Jahr 2004 reiste Pouryousefi erstmals seit 19 Jahren zurück in seinen iranischen Geburtsort Kerman.
Mit der Neugründung seiner Band Tapesh 2012 sang er Songs über Freiheit, die übers Internet ihren Weg in den Iran fanden. Bereits im Jahr 2006 gewann er mit seiner Band den Creolepreis der Weltmusik aus NRW.
ZDF, WDR, BBC und Voice of America berichteten über die erfolgreiche Band, die nun als offenes Projekt neue Künstler wie Shahin Najafi gewinnen konnte.
Im Rahmen der „Kulturhauptstadt 2010“ und im sozialen Brennpunkt Wattenscheid-Mitte startete Pouryousefi sein Jugendförderprojekt „X-Vision Ruhr“, das bis heute zahlreiche Preise gewinnen konnte und mittlerweile mehr als 700 Jugendliche im Bereich Tanz, Musik, Neue Medien und Kampfsport kostenlos fördert.

## Autor
Ende 2011 veröffentlichte Pouryousefi seine Autobiographie mit dem Titel „Hoffnung gewinnt“.
Mit diesem Buch und im Auftrag der LAG MUSIK NRW und des Ministeriums für Familie, Kinder, Jugend, Kultur und Sport des Landes NRW tourte er in den Jahren 2012 und 2013 landesweit durch 60 Schulen und rückte als positives Beispiel für eine gelungene Integration bei seinen Lesungen für Schülerinnen und Schülern dieses Thema in den Fokus. Sein Weg soll zeigen, dass jeder eine Chance hat, solange er sich eigene Ziele steckt und diese angeht.
Omid Pouryousefi schreibt aktuell an seinem zweiten Buch mit dem Titel „Integration – Fluch oder Segen?“.

## Internationale Politik
Omid Pouryousefi engagiert sich immer wieder in regimekritischen Musikprojekten, die er übers Internet im Iran verbreitet.
Ende 2008 schrieb die größte iranische Zeitung Keyhan, dass Pouryousefi und seine Musik die islamisch revolutionären Werte verderben würde und stufte ihn als Staatsfeind ein. Dies ist nach iranischem Recht mit der Todesstrafe gleichzusetzen.
Im Jahr 2013 kandidierte Pouryousefi für den iranischen Nationalrat.

## Kommunale Politik
Omid Pouryousefi war bis 2015 Mitglied der SPD. Von 2010 bis 2014 gehörte er als Sachkundiger Einwohner dem Ausschuss für Migration und Integration der Stadt Bochum an.
Am 19. April 2015 erklärte Pouryousefi als unabhängiger Kandidat bei der Oberbürgermeisterwahl 2015 in Bochum und Wattenscheid antreten zu wollen. Dazu trat er aus der SPD aus. Im Wahlkampf will er sich besonders für die Themen Effizienz der Verwaltung, Transparenz und Bürgerbeteiligung starkmachen. Bürgerinteressen und nicht Parteiinteressen sollen im Mittelpunkt der Politik stehen. Pouryousefi wurde im Wahlkampf unterstützt von der FDP Bochum und der unabhängigen Wählergemeinschaft Die Stadtgestalter. Mit 2,31 Prozent der gültigen Stimmen kam er nicht in die Stichwahl.